# شي داو
شي داو (بالصينية المبسطة: 师涛؛ بالصينية التقليدية: 師濤. مواليد 25 يوليو 1968) صحافي صيني سجن لنشره وثائق داخلية للحزب الشيوعي على وب. عمل سابقا للصحيفة اليومية الاقتصادية دانجادي شانج باو (أخبار الأعمال المعاصرة) في تشانجشا.
في 2004، أرسل شي بعض الملاحظات عن تعليمات حكومية بتناول الإعلام للذكرى السنوية لأحداث ميدان تيانانمين. اعتقل في 24 نوفمبر 2004 وحبس رسميا في 14 ديسمبر بتهمة تسريب أسرار حكومية. حكم على شي في أبريل 2005 بعشر سنين سجن.
أثارت الواقعة نقاشا حول الممارسات في ياهو!، التي أمد فرعها في هونغ كونغ الادعاء ببيانات تقنية ساعدت الادعاء في الربط بين حساب بريد لديى ياهو! وحاسوب شي داو. انتقدت مراسلون بلا حدود العمل ووصفت ياهو! «بمخبر لدى الشرطة».
منحت لجنة حماية الصحافيين واحدة من الجوائز الدولية لحرية الصحافة عام 2005 لشي داو.